# Neomuscina
Neomuscina is een geslacht van insecten uit de familie van de echte vliegen (Muscidae), die tot de orde tweevleugeligen (Diptera) behoort.

## Soorten
- N. rufoscutella Dodge, 1955
- N. tripunctata (Wulp, 1896)